# Starsailor
Starsailor – angielski zespół rockowy z Wigan.

## Dyskografia

### Albumy
- Love Is Here (8 października 2001; EMI #2 UK, #129 US)
- Silence Is Easy (15 września 2003; EMI #2 UK)
- On the Outside (17 października 2005; EMI #13 UK)
- All the Plans (9 marca 2009; EMI)
- All This Life (1 września 2017; Cooking Vinyl)

### EP-ki
- Boy in Waiting – 2008

### Single
- Fever
- Good Souls
- Alcoholic
- Lullaby
- Poor Misguided Fool
- Silence Is Easy
- Born Again
- Four to the Floor
- In the Crossfire
- This Time
- Keep Us Together
- Tell Me It's Not Over (2009)
- The Thames (2009)